# Jeder der fällt hat Flügel
Jeder der fällt hat Flügel (Engels: Those Who Fall Have Wings) is een Oostenrijkse film uit 2015, geschreven en geregisseerd door Peter Brunner. De film ging in première op 8 juli op het Internationaal filmfestival van Karlsbad waar hij bekroond werd met de Special Jury Prize.

## Verhaal
De vijftienjarige Kati en haar zusje Pia wonen bij hun grootmoeder. De problemen met haar gezondheid en haar ontwakende seksualiteit eisen een hoge tol van de hooggevoelige Kati.

## Rolverdeling
| Acteur        | Personage   |
| ------------- | ----------- |
| Jana McKinnon | Kati        |
| Renate Hild   | Grootmoeder |
| Pia Dolezal   | Pia         |
| Christos Haas | De man      |

## Prijzen en nominaties
| jaar | prijs                                    | categorie          | genomineerde(n)    | uitslag  |
| ---- | ---------------------------------------- | ------------------ | ------------------ | -------- |
| 2015 | Internationaal filmfestival van Karlsbad | Special Jury Prize | Special Jury Prize | Gewonnen |